# Turmalina (ort)
Turmalina är en ort i Brasilien.   Den ligger i kommunen Turmalina och delstaten Minas Gerais, i den sydöstra delen av landet, 600 km öster om huvudstaden Brasília. Turmalina ligger 721 meter över havet och antalet invånare är 8 795.
Terrängen runt Turmalina är kuperad åt nordväst, men åt sydost är den platt. Turmalina är det största samhället i trakten.
I omgivningarna runt Turmalina växer i huvudsak städsegrön lövskog. Runt Turmalina är det glesbefolkat, med 17 invånare per kvadratkilometer.